# Maximilian von Gagern
Maximilian von Gagern, baró de Gagern (Weilburg (Alemanya), 25 de març, 1810 - Viena (Austria), 17 d'octubre, 1889), fou un polític alemany.
Des del 1829 fins al 1833 va estar al servei d'Holanda i després al de Nassau. En dissoldre's el Parlament va prendre part a l'Assemblea celebrada a Ghota i el 1850 va ser elegit a la Dieta de la Unió a Erfurt, però vist el fracàs d'aquesta unió, es va retirar a la vida privada.
Catòlic romà ja des del 1843, va treballar a Nassau per l'organització central de l'ensenyament catòlic. Cridat a Viena el 1854 i nomenat, l'any següent, conseller àulic i ministerial i cap del departament de l'Exterior, la seva política fou àmpliament alemanya, anti-prusiana i clerical. El 1881 fou elegit membre de l'Alta Cambra.
Era fill de Hans Christoph Ernst baró de Gagern, per lo tan era germà de Friedrich, Heinrich von Gagern